# مرکز بین‌المللی مطالعات صلح

مرکز بین‌المللی مطالعات صلح- IPSC، سازمانی غیردولتی و غیرانتفاعی و یک مؤسسه مطالعاتی است که دفاترش در خاورمیانه و اروپا واقع است.

## اهداف
1. شناخت شرایط سیاسی و امنیتی محیط پیرامونی ایران
2. بررسی کنشها و واکنشهای متقابل میان ایران با خاور میانه، اروپا و آمریکا
3. شناخت روابط سیاسی اقتصادی جهان اسلام و غرب
4. شناخت سیاست و اقتصاد بین‌المللی در خاورمیانه بزرگ
5. شناخت علمی یکایک کشورهای خاورمیانه بزرگ
6. برقراری ارتباط نزدیک باسایر مراکز مطالعاتی در داخلی
7. برقراری ارتباط نزدیک با سایر مراکز مطالعاتی درخارج از کشور
8. شناخت و بررسی مسایل خلیج فارس
9. دعوت به گفتگوی نخبگان جهانی با یکدیگر
10. دعوت گفتگوی نخبگان و سازمانهای بین‌المللی
11. زمینه‌سازی برای گفتگوهایی براساس رعایت احترام طرفین مذاکره، بین ملتها و دولتهای معارض و رقیب[۲][۳][۴]

## برگزاری کنفرانس
برگزاری کنفرانسها و میز گردهای علمی پیرامون مشکلات منطقه‌ای و جهانی و راه حلهای آن.

## انتشارات
- انتشار تحقیقات علمی مطالعات صلح و امنیت و دیپلماسی در قالب کتاب، مجله، گزارش ویژه، و وب سایت
- فصلنامه و مجله دیپلماسی صلح عادلانه از جمله نشریات مستمر به زبان فارسی و انگلیسی است[۵]

## اعضای هیئت علمی و پژوهشی
این مؤسسه دارای اعضای هیئت علمی و پژوهشی همکار بسیاری دارد از جمله:
1. سید سلمان صفوی
2. سید صدرالدین صفوی
3. مهدی مطهرنیا
4. پیرمحمد ملازهی
5. محمد عجم
6. میر مهرداد میرسنجری
7. مهدی مطهرنیا
8. دکتر عباس لقمانی

## طرف‌های خارجی
با تعدادی از سازمانهای مطالعاتی دنیا همکاری دارد از جمله آنها:
1. مؤسسه پژوهش‌ها و تحلیل‌های دفاعی هند
2. بنیاد تحقیقاتی آبزرور
3. شورای امور جهانی هند